# Джим Болджер
Джим Болджер (Джеймс Брендан Болджер; 31 травня 1935 року в Таранакі) — новозеландський політик, прем'єр-міністр Нової Зеландії у 1990—1997 роках.

## Життєпис
Походить з ірландської родини іммігрантів. У 15 років кинув школу і почав працювати в сімейному господарстві, що спеціалізується на вівчарстві. З часом став видатним активістом сільськогосподарських організацій, а звідти вступив до Національної партії Нової Зеландії. У 1972 році успішно балотувався в Палату представників. У 1975 році став членом кабінету Роберта Малдуна, в якому спочатку відповідав за рибальство, а згодом і за сільське господарство. У 1984 році націоналісти перейшли в опозицію, а через два роки Болджер здобув посаду лідера. Хоча перші вибори під його керівництвом 1987 року закінчилися невдало для партії, у 1990 році вона здобула вирішальну перемогу.
Під час свого першого терміну повноважень Болджер продовжував політику радикальних скорочень державних витрат, ініційовану його попередниками, особливо у сферах охорони здоров'я та соціального забезпечення, що було необхідно з економічної точки зору, але не приносило прихильників до уряду. Після виборів 1993 року він трохи полегшив свій курс. Того ж року було проведено також референдум щодо зміни виборчого закону. Раніше Нова Зеландія використовувала мажоритарну систему за зразком британської. Однак виборці вирішили замінити його змішаним кодом. Болджер також виступав за розрив особистого союзу з Великою Британією. Він багато разів спілкувався на цю тему з Єлизаветою II, яка — за його словами — сприйняла це дуже спокійно. Зрештою, ця ідея не була реалізована.
1997 року він став жертвою заколоту в партії та кабінеті на чолі з міністром транспорту Дженні Шиплі. Бачачи, що його підтримка серед партійних колег стає все менше, 8 грудня 1997 року пішов у відставку. Шиплі стала новим прем'єр-міністром як перша жінка в історії Нової Зеландії. Спочатку Болджер погодився бути одним із заступників міністрів у її команді, але 1998 року залишив уряд та парламент. Незабаром після цього він був призначений послом Нової Зеландії в США. Після повернення в країну обіймав низку функцій у бізнесі. З 2007 року також є канцлером університету Вайкато.
Болджер одружений і має дев'ятеро дітей. 2007 року він дізнався, що у нього невралгія трійчастого нерва. Ця хвороба ускладнює його повсякденне життя, але не становить загрози для життя.